# Emblème de Brunei

Emblème officiel depuis 1959

Le blason du Brunei est composé d'un croissant de lune qui symbolise l'Islam surmonté d'un parasol royal (appelé Payung Ubor-Ubor) qui représente la monarchie. Deux gants soutiennent le blason et dans la partie inférieure, sur une ceinture on peut lire l'inscription en arabe « Brunei Darussalam » (« Brunei, patrie de la paix »). Originellement adopté en 1932, il fut approuvé officiellement le 29 octobre 1959.

## Anciens emblèmes

Entre 1932 et 1950
Entre 1950 et 1959